# Карвиа
Карвиа (фин. Karvia) — община в провинции Сатакунта, губерния Западная Финляндия, Финляндия. Общая площадь территории — 519,80 км², из которых 17,9 км² — вода.

## Демография
На 31 января 2011 года в общине Карвиа проживают 2646 человек: 1375 мужчин и 1271 женщин.
Финский язык является родным для 98,37% жителей, шведский — для 0,08%. Прочие языки являются родными для 1,55% жителей общины.
Возрастной состав населения:
- до 14 лет — 13,68 %
- от 15 до 64 лет — 59,75 %
- от 65 лет — 26,46 %

Изменение численности населения по годам:
| Год  | Численность |
| ---- | ----------- |
| 1980 | 3728        |
| 1990 | 3342        |
| 2000 | 3008        |
| 2010 | 2643        |
| 2011 | 2646        |

## Известные уроженцы
- Хаапанен, Тойво (1889—1950) — финский музыковед, дирижёр, искусствовед, историк искусства.